# Veit Stoss

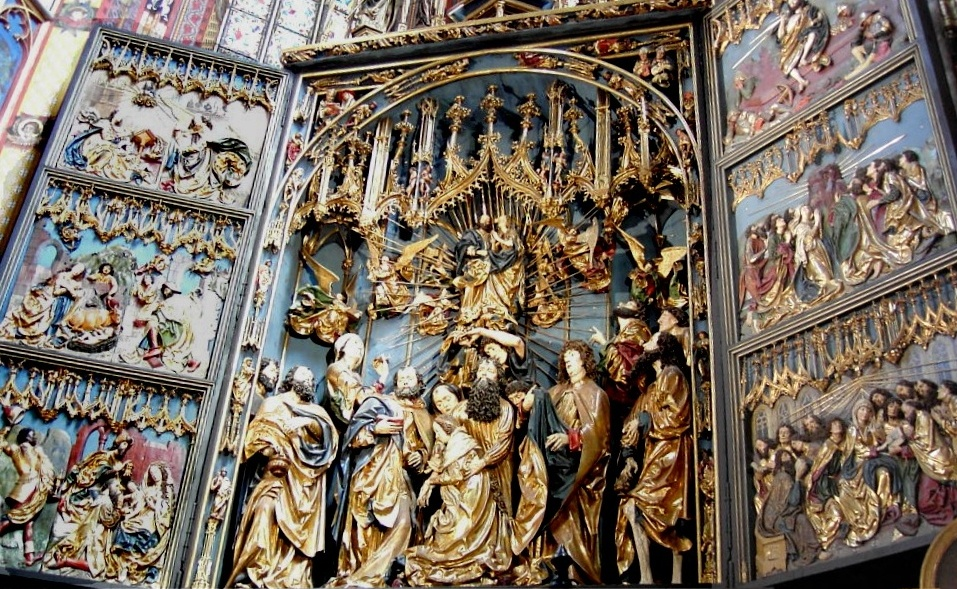
Jungfru Maria-altaret (1477–89), Vårfrukyrkan i Kraków

Veit Stoss (polska Wit Stwosz), född omkring 1447 i Horb am Neckar, död 20 september 1533 i Nürnberg, var en tysk skulptör, målare och gravör.

## Biografi
Viet Stoss var verksam i Kraków i Polen 1477-96 där hans mästerverk är det stora högaltaret i skulpterat och målat trä i Vårfrukyrkan. Altarets corpus framställer Jungfru Marias död samt hennes himmelsfärd och kröning. På flyglarna skildras scener ur Jungfru Marias liv.
Stoss arbetade huvudsakligen i trä och - liksom sina samtida tyska kolleger - i en starkt uttrycksladdad stil, som blandar kvardröjande gotik med sydeuropeisk manierism. Han återvände till Nürnberg 1496, där han utförde bl. a. gruppen "Änglahälsning" i S:t Lorenzkyrkan.

## Utmärkelser
Asteroiden 6106 Stoss är uppkallad efter honom.